# Svein Gaute Hølestøl
Svein Gaute Hølestøl (nascido em 1 de março de 1971) é um ex-ciclista profissional norueguês.
Competiu nos Jogos Olímpicos de Verão de 1996, e novamente em 2000. Em 1996 e 2000, não conseguiu terminar a sua corrida de estrada (individual).
Em 1999, foi campeão norueguês de estrada e, em 2000, venceu o campeonato norueguês de contrarrelógio.